# Lijst van nummer 1-hits in Nieuw-Zeeland in 2018
Deze hits stonden in 2018 op nummer 1 in de RIANZ Top 40, de bekendste hitlijst in Nieuw-Zeeland.
| Datum        | Artiest                       | Titel                           |
| ------------ | ----------------------------- | ------------------------------- |
| 1 januari    | Ed Sheeran                    | Perfect                         |
| 8 januari    | Ed Sheeran                    | Perfect                         |
| 15 januari   | Ed Sheeran                    | Perfect                         |
| 22 januari   | Ed Sheeran                    | Perfect                         |
| 29 januari   | Ed Sheeran                    | Perfect                         |
| 5 februari   | Drake                         | God's Plan                      |
| 12 februari  | Drake                         | God's plan                      |
| 19 februari  | Drake                         | God's plan                      |
| 26 februari  | Drake                         | God's plan                      |
| 5 maart      | Drake                         | God's plan                      |
| 12 maart     | Drake                         | God's plan                      |
| 19 maart     | Drake                         | God's plan                      |
| 26 maart     | Drake                         | God's plan                      |
| 2 april      | Drake                         | God's plan                      |
| 9 april      | Lil Dicky & Chris Brown       | Freaky Friday                   |
| 16 april     | Lil Dicky & Chris Brown       | Freaky Friday                   |
| 23 april     | Drake                         | Nice for What                   |
| 30 april     | Drake                         | Nice for what                   |
| 7 mei        | Drake                         | Nice for what                   |
| 14 mei       | Drake                         | Nice for what                   |
| 21 mei       | Childish Gambino              | This is America                 |
| 28 mei       | Childish Gambino              | This is America                 |
| 4 juni       | Post Malone                   | Better Now                      |
| 11 juni      | 5 Seconds of Summer           | Youngblood                      |
| 18 juni      | 5 Seconds of Summer           | Youngblood                      |
| 25 juni      | 5 Seconds of Summer           | Youngblood                      |
| 2 juli       | 5 Seconds of Summer           | Youngblood                      |
| 9 juli       | Maroon 5 & Cardi B            | Girls like you                  |
| 16 juli      | Maroon 5 & Cardi B            | Girls like you                  |
| 23 juli      | Drake                         | In My Feelings                  |
| 30 juli      | Drake                         | In my feelings                  |
| 6 augustus   | Drake                         | In my feelings                  |
| 13 augustus  | Drake                         | In my feelings                  |
| 20 augustus  | Drake                         | In my feelings                  |
| 27 augustus  | Benny Blanco, Khalid & Halsey | Eastside                        |
| 3 september  | Benny Blanco, Khalid & Halsey | Eastside                        |
| 10 september | Benny Blanco, Khalid & Halsey | Eastside                        |
| 17 september | Benny Blanco, Khalid & Halsey | Eastside                        |
| 24 september | Kanye West & Lil Pump         | I love it                       |
| 1 oktober    | Lil Peep & XXXTentacion       | Falling down                    |
| 8 oktober    | George Ezra                   | Shotgun                         |
| 15 oktober   | George Ezra                   | Shotgun                         |
| 22 oktober   | George Ezra                   | Shotgun                         |
| 29 oktober   | George Ezra                   | Shotgun                         |
| 5 november   | Lady Gaga & Bradley Cooper    | Shallow                         |
| 12 november  | Lady Gaga & Bradley Cooper    | Shallow                         |
| 19 november  | Ariana Grande                 | Thank U, next                   |
| 26 november  | Ariana Grande                 | Thank U, next                   |
| 3 december   | Ariana Grande                 | Thank U, next                   |
| 10 december  | Ariana Grande                 | Thank U, next                   |
| 17 december  | Ariana Grande                 | Thank U, next                   |
| 24 december  | Ariana Grande                 | Thank U, next                   |
| 31 december  | Mariah Carey                  | All I want for Christmas is you |